# Kneajîkî, Monastîrîșce
Kneajîkî (în ucraineană Княжики) este o comună în raionul Monastîrîșce, regiunea Cerkasî, Ucraina, formată numai din satul de reședință.

## Demografie
Componența lingvistică a comunei Kneajîkî
     Ucraineană (99,24%)
     Alte limbi (0,76%)
Conform recensământului din 2001, majoritatea populației comunei Kneajîkî era vorbitoare de ucraineană (99,24%), existând în minoritate și vorbitori de alte limbi.